# 卡勒费尔德
卡勒费尔德（發音：[ˈkaːləfɛlt]）是德国下萨克森州诺特海姆县的市镇，面积84.2平方千米，2023年12月31日人口为6,025人。